# Darwin űrtávcső
A Darwin űrtávcső az ESA tervezett csillagászati műhold-rendszere volt, melyet 2015-ben, vagy később állítottak volna  Föld körüli pályára, de a programot törölték. A műszeregyüttes három, 3 méter átmérőjű, az infravörös tartományban működő űrtávcsőből állt volna, melyek fényüket egy központi egységbe küldik. Interferometriai módszerrel a három távcső egyesített felbontása elérte volna az ívmásodperc ezredrészét. Célja elsősorban exobolygók közvetlen érzélkelése lett volna (melyeknek sugárzási csúcsa az infravörös tartományba esik).